# Рибальське (Дніпро)
Рибальське (Рибальськ, Усть-Самара, Фішерсдорф, Червоноармійське) — місцевість у Самарському районі міста Дніпра, розташована на лівому березі Дніпра між Старою Ігренню та Новою Ігренню.

## Самарь і Усть-Самара
Землі Рибальського разом з Одинківкою були лівобережною околицею міста Самар, коли Самара (ще до побудови ДніпроГЕСу) була вузькою річкою. Після побудови московської Богородицької фортеці на місці міста Самарь у 1688 році, місцевість Рибальського була заселена козаками-самарчанами.
На півдні від Рибальська, у Старій Ігрені і у Рибальському кар'єрі розташовані залишки російської Усть-Самарської фортеці. Вона і декілька редутів були зведені 1736 року в часи російсько-турецької війни для контролю над прилеглою територією.
«1783 року Усть-Самарський ретраншемент скасовано, і всю його гармату перевезено на ріг Кінбурн.» (Дмитро Яворницький).

## Рибальське-Фішерсдорф
1789 року на північ на місці козацького села Рибальського була заснована німецька лютеранська колонія Фішерсдорф (з німецької «Рибальське село»). Проте 1886 року у російських документах колонія пишеться як Рыбальск. Колонія входила до складу Йозефстальської волості Новомосковського повіту.
Колонія була зосереджена на півночі і вздовж Самари.
У 1886 році тут мешкало 506 осіб в 58 дворах, були молитовний будинок, школа, 5 столярень та готель.
У 1903 році Рибальське визначене як виселки Йозефсталі і налічувало вже близько 800 осіб. Тут вже були слюсарно-ковальний цех, цегляний завод, каменоломні та 2 лісові пристані.
7 (20) листопада 1917 року, відповідно до Третього Універсалу Української Центральної Ради, увійшло до складу Української Народної Республіки.  
Частина території Рибальського була затоплено підняттям вод Дніпровського водосховища у 1932 році.
В 1938 році Рибальське об'єднане зі Старою Огрінню в смт Червоноармійське, яке в 1959 році ввійшло до новоутвореного міста Ігрені.

## Частина міста
У 1959—1977 роках входить до складу міста Ігрень.
З 1977 року — у складі новоствореного Самарського району Дніпра.